# Breutelia muhavurensis
Breutelia muhavurensis är en bladmossart som beskrevs av Potier de la Varde och Thériot 1940. Breutelia muhavurensis ingår i släktet gullhårsmossor, och familjen Bartramiaceae. Inga underarter finns listade i Catalogue of Life.